# Васильев, Сергей Александрович (экономист)
Сергей Александрович Васильев (род. 8 июня 1957, Ленинград) — российский экономист и политический деятель, доктор экономических наук.

## Биография
В 1979 году окончил Ленинградский финансово-экономический институт по специальности «Экономическая кибернетика».
С 1979 по 1990 годы — экономист, старший экономист, старший научный сотрудник, заведующий лабораторией Ленинградского финансово-экономического института. В 1984 году под руководством В. Я. Феодоритова защитил кандидатскую диссертацию «Экономические интересы в региональном воспроизводстве: структура, взаимодействие, формы сочетания».
В 1980-е годы входил в неформальную группу либеральных экономистов (Е. Т. Гайдар, А. Л. Кудрин, С. М. Игнатьев, А. Б. Чубайс и др.), проводивших в Санкт-Петербурге семинары, под эгидой клуба «Перестройка», на которых обсуждались меры по реформированию советской экономики.
В марте 1990 года был избран депутатом Ленсовета, с 1990 по 1991 годы — председатель постоянной комиссии по экономической реформе Ленсовета.
В 1991—1994 руководитель Рабочего центра экономических реформ при Правительстве РФ.
С 1994 по 1997 годы — заместитель министра экономики РФ. В 1996 году являлся заместителем председателя комиссии Правительства Российской Федерации по экономическим вопросам. В 1997 году защитил докторскую диссертацию «Предпосылки и содержание Российских экономических реформ: политико-экономический анализ».
С 1997 по 1998 годы — первый заместитель руководителя Аппарата Правительства РФ. Был ответственным секретарём — руководителем рабочего аппарата Временной чрезвычайной комиссии при Президенте по укреплению налоговой и бюджетной дисциплины.
Васильев с Илларионовым, после вынужденного ухода большинства либералов из правительства вследствие дела писателей и дефолта, стали идеологами блока «Северная столица», созданного при участии Галины Старовойтовой, Юлия Рыбакова, Анатолия Чубайса и Алексея Кудрина в преддверии выборов Законодательного собрания Санкт-Петербурга. Был председателем блока, однако через некоторое время возникли проблемы из-за появления блока «Согласие», сформированного на базе местного отделения партии ДВР, а после убийства Старовойтовой деятельность «Северной столицы» вовсе сошла на нет.
В 1998—1999 годах занимал пост председателя правления Международного инвестиционного банка.
В 1999 году стал советником генерального директора ОАО энергетики и электрификации «Ленэнерго» и председателем Наблюдательного совета ОАО "Санкт-Петербургский банк энергетики и электрификации «Петроэнергобанк».
С 1999 по 2001 годы — президент Международного Центра социально-экономических исследований «Леонтьевский центр». Научный руководитель Леонтьевского центра.
С 2000 года научный руководитель петербургского филиала Высшей школы экономики.
С 2001 по 2007 годы — член Совета Федерации Федерального Собрания Российской Федерации от исполнительного органа государственной власти Ленинградской области (с 2002 года — председатель Комитета Совета Федерации по финансовым рынкам и денежному обращению), член петербургского политсовета партии «Союз правых сил».
С июня 2007 года — член Правления государственной корпорации «Внешэкономбанк», с 2007 по 2019 год — заместитель председателя Внешэкономбанка.
14 июля 2020 года назначен заместителем председателя правления ЕАБР. Также является председателем попечительского совета Международного банковского института имени Анатолия Собчака.

## Произведения
- Хозяйственные реформы в Югославии: развитие и кризис экономического самоуправления. — СПб.: ЛФЭИ, 1991.
- Sergei Vasiliev Ten Years of Russian Economic Reform: A Collection of Papers. / Foreword: Yegor Gaidar. — Centre for Research into Post-Communist Economies, 1999. — pp. 133. ISBN 0948027304
- Экономика и власть. — М.: Ад Маргинем, 1998. Серия: Библиотека Московской школы политических исследований. ISBN 5-88059-050-X (сборник статей и выступлений)
- Две жизни одного поколения : записки экономиста эпохи трансформации. — Санкт-Петербург: ЛИМБУС ПРЕСС, 2015. — 279 с. ISBN 978-5-8370-0701-9
- Ранняя модернизация в Китае в эпоху Сун // Вопросы теоретической экономики. 2020. № 3.
- Реформаторское движение в Китае в эпоху династии Северной Сун // Вопросы теоретической экономики. 2021. № 4.
- Аграрные реформы в России в XIX — начале XX веков: политический контекст и технологии реализации. Часть 1. Крестьянская реформа Александра II // Вопросы теоретической экономики. 2022. № 3.
- Аграрные реформы в России в XIX — начале XX вв.: политический контекст и технологии проведения. Часть 2. Второй этап аграрной реформы: С. Ю. Витте и П. А. Столыпин // Вопросы теоретической экономики. 2022. № 4.
- Социальные порядки и экономические реформы. — М. : Весь мир, 2023. — 383 с. ISBN 978-5-7777-0913-4
- Эпоха Великих Реформ. Групповой портрет: западники, славянофилы и технократы // «Горби». Журнал нового мышления
- Эпоха Великих Реформ. Групповой портрет: западники, славянофилы и технократы. Продолжение // «Горби». Журнал нового мышления